# Cassida brevis
Cassida brevis — жук підродини щитівок з родини листоїдів.

## Поширення
Зустрічається в Афганістані, Греції, Іракі, Ізраїлі, Сирії та Туреччини